# Liste der Stolpersteine in Radevormwald
Die Liste der Stolpersteine in Radevormwald enthält alle Stolpersteine, die im Rahmen des gleichnamigen Projekts von Gunter Demnig in Radevormwald verlegt wurden. Mit ihnen soll an Opfer des Nationalsozialismus erinnert werden, die in Radevormwald lebten und wirkten.

## Verlegte Stolpersteine
| Adresse                                | Verlege- datum | Person, Inschrift | Bild                                                 | Anmerkung |
| -------------------------------------- | -------------- | --- | ---------------------------------------------------- | --------- |
| Burgstraße 1, Radevormwald ·           | 13. Juli 2016  | Hier wohnte Hans Rolf Selbach Jg. 1930 eingewiesen 2.11.1942 Hebhatta Mönchengladbach ‘verlegt’ 20.5.1943 Klinik Klagenfurt 'Kinderfachabteilung' ermordet 1.3.1944 |                                                      |           |
| Elberfelder Straße 118, Radevormwald · | 13. Juli 2016  | Hier wohnte Hilde Hahne Jg. 1894 eingewiesen Heilanstalt Düsseldorf Grafenberg ‘verlegt’ 24.6.1941 Hadamar ermordet 24.6.1941 'Aktion T4'                           |                                                      |           |
| Rädereichen, Radevormwald ·            | 13. Juli 2016  | Hier wohnte Paula Dürhager Jg. 1893 eingewiesen 1924 Heilanstalt Tannenhof Heilanstalt Eichberg 'verlegt’ 13.10.1943 Heilanstald Weilmünster verhungert 13.4.1944   | Stolperstein Radevormwald Rädereichen Paula Dürhager |           |